# 三島市立東小学校
三島市立東小学校（みしましりつ ひがししょうがっこう、英: Higashi Elementary School, Mishima City）は、静岡県三島市東町にある公立小学校。市内最古の歴史を持つ。
令和6年度現在の児童数は316名。

## 概要
- 校訓「本気」は、昭和7年に制定されてから90年以上受け継がれている[1]。

## 学区
- 大宮町：2丁目1～7番、10～11番
- 加茂川町：2～6番、7番(1～16号・21～45号)、8番(1～14号・59～66号)
- 大社町
- 東本町：1丁目、2丁目
- 南二日町：8～9番、11～18番、20番(1～5号・40～71号)、21～24番
- 日の出町
- 東町
- 谷田：雪沢
- 川原ケ谷：塚の台、愛宕、(1298～1313番を含むが1318番を除く)[2]

## 通級区域
本校には、特別支援学級の知的学級及び通級指導教室が設置されており、以下の地域が通学区域となっている。
- 全域：東小学校区、錦田小学校区、坂小学校区
- 一部：向山小学校区（中島、大場、多呂、北沢を除く）、山田小学校区（初音台、三恵台に限る）